# Nicholas Saunderson

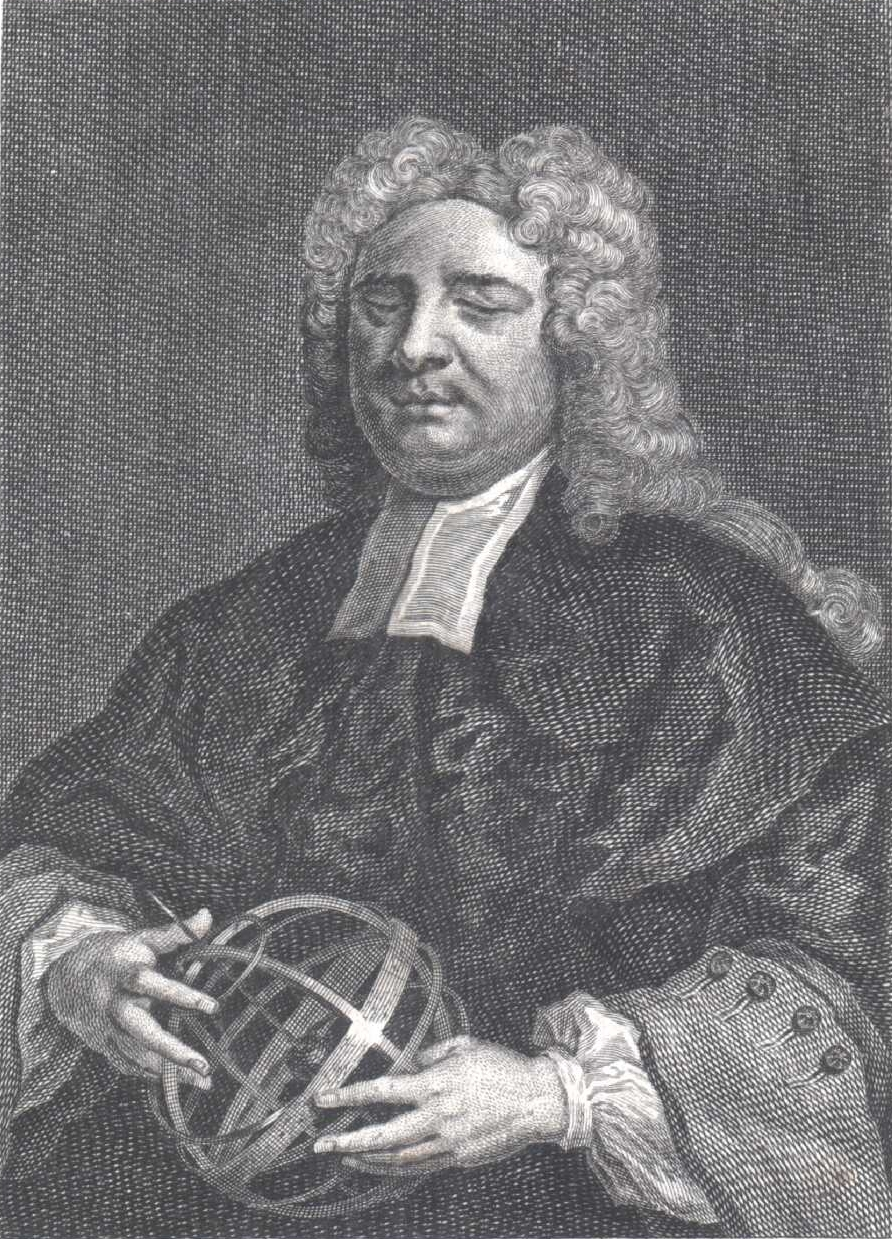
Nicholas Saunderson (1682–1739)

Nicholas Saunderson (* Januar 1682 in Thurlstone bei Penniston, Yorkshire; † 19. April 1739 in Cambridge) war ein englischer Mathematiker.

## Leben
Saunderson wurde als ältester Sohn eines Beamten geboren. Er erblindete mit einem Jahr, weil er an Pocken erkrankte und verlor in Folge auch seine Augen. Für einen blinden Buben war es damals nicht leicht, eine gute Ausbildung zu bekommen. Er konnte nur aus Büchern lernen, wenn ihm jemand vorlas. Trotzdem war er ein sehr guter Schüler. Saunderson besuchte die mittlere Schule in Penniston, wo er sich vor allem mit Sprachen beschäftigte, doch auch Mathematik interessierte ihn sehr. Unterstützt von seinem Vater wurde er ein guter Musiker und Mathematiker. Mit 18 Jahren lernte er die Mathematiker William West und Nattleton kennen, die ihm Algebra und Geometrie beibrachten.
Langsam musste Saunderson auch daran denken, selbst Geld zu verdienen, also zog er 1707 nach Cambridge, wo er als Lehrer arbeiten wollte. Er wurde als Vortragender von seinen Kollegen sehr unterstützt und beeindruckte alle mit seinem Fachwissen. Die Kollegen William Whiston und Roger Cotes wurden ihm gute Freunde und Ansprechpartner. Alle drei waren Anhänger von Newtons Theorien und Saunderson bekam sogar die Möglichkeit, Isaac Newton persönlich zu treffen. Aufgrund seiner herausragenden Leistungen bekam Saunderson den Magistertitel.
1711 wurde Saunderson zum Professor der Mathematik auf dem Lucasischen Lehrstuhl an der Universität Cambridge ernannt. 1728 wurde ihm der Titel Doktor der Rechte verliehen. 1736 wurde er zum Mitglied („Fellow“) der Royal Society gewählt.
Saunderson heiratete im Jahr 1723 die Tochter eines Rektors und zog mit ihr in ein Haus. Aus der Ehe gingen zwei Kinder hervor. Dennoch war er unermüdlich, was seine Arbeit betraf. Man sagt, dass er seiner Arbeit erlegen ist, da er keinen gesunden Lebenswandel hatte. Er wurde in Boxrorth bestattet.

## Leistungen
Ein Werk über Algebra von Saunderson erschien erst nach seinem Tod. Saunderson hinterließ außerdem viele Materialien und Skripten, die er zum Unterrichten verwendet hatte. Auch eine Rechenmaschine für Blinde zählte zu seinen Erfindungen. Ein Nachbau ist im Museum für Blindenwesen in Wien zu sehen.